# Zeng Jiongzhi
Zeng Jiongzhi (chinês: 曾炯之, pinyin: Zēng Jiǒngzhī, Wade–Giles: Tseng Chiung-chih; Nanchang, 2 de abril de 1898 — Xikang, 1 de outubro de 1940), também conhecido como Chiungtze C. Tsen, foi um matemático chinês que trabalhou com álgebra. Ele é o autor do Teorema de Tsen e foi aluno de Emmy Noether na Universidade de Göttingen.

## Publicações
- Tsen, Chiungtze C. Divisionsalgebren über Funktionenkörpern. Nachr. Ges. Wiss. Göttingen, Math.-Phys. Kl. I, No.44, II, No. 48, 335-339 (1933).
- Tsen, Chiungtze C. Algebren über Funktionenkörpern. Göttingen: Diss. 19 S. (1934).
- Tsen, Chiungtze C. Zur Stufentheorie der quasialgebraisch-Abgeschlossenheit kommutativer Körper.J. Chin. Math. Soc. 1, 81-92 (1936).

Uma tradução chinesa desses três artigos foi publicada em um livro em memória de Tsen.

### Artigos curtos
Alguns artigos curtos escritos por Tsen em chinês que podem ser encontrados:
- 曾烱 Zeng Jiong (1924). " Teorema de Faa de Bruno".
- 曾烱 Zeng Jiong (1930). "實數表示法及其應用一題問 Shishu Biaoshifa Ji Qi Yingyong Yiti Wen".留德學誌 Liu de Xuezhi (1): 25–30.
- 曾烱 Zeng Jiong (1933). "數學討論（一） Shuxue Taolun (Yi)".山東大學科學叢刊 Shandong Daxue Kexue Congkan. 1 (1): 24–26.